# Shorea coriacea
Shorea coriacea är en tvåhjärtbladig växtart som beskrevs av William Burck. Shorea coriacea ingår i släktet Shorea och familjen Dipterocarpaceae. Inga underarter finns listade i Catalogue of Life.